# Ruhudi
Der Ruhudi ist ein ostafrikanischer Fluss in Tansania.

## Verlauf
Der Fluss entspringt in der Njombe-Region etwa 10 km südwestlich von Njombe an der Wasserscheide zum nur 70 km entfernten Malawisee. Sein Kurs führt grob in nordnordöstliche Richtung durch ein enges und steiles Tal. Er erreicht die Kilombero-Ebene, wo er dem Pitu von Süden aufnimmt. Wenig später vereinigt er sich mit dem Mnyera aus dem Westen und bildet mit ihm den Kilombero.
Er gilt als der Quellfluss des Rufiji.

## Hydrometrie
Durchschnittliche monatliche Durchströmung des Ruhudi (1956–1959) gemessen an der hydrologischen Station in Mwayamalungu in m³/s.